# Galbella atricolor
Galbella atricolor es una especie de escarabajo del género Galbella, familia Buprestidae. Fue descrita científicamente por Abeille de Perrin en 1907.